# Amerykański czek bez pokrycia
Amerykański czek bez pokrycia (I.O.U.S.A.) – amerykański film dokumentalny z 2008. Film przedstawia gwałtownie narastające zadłużenie USA i konsekwencje tego zjawiska dla amerykańskiej gospodarki i obywateli kraju. I.O.U.S.A. szczegółowo omawia zagadnienia związane z rosnącymi kosztami państwa, długiem zagranicznym, wydatkami zbrojeniowymi, a także brakiem odpowiedzialnej elity, która wzięłaby na siebie ciężar odpowiedzialności za przeprowadzenie reform. W dokumencie prezentowane są wypowiedzi zarówno znanych polityków i ekonomistów, jak i zwykłych obywateli. Ważnym elementem filmu są także fragmenty filmów archiwalnych i analizy ekonomiczne. Amerykański czek bez pokrycia kończy się listą sugestii na uzdrowienie amerykańskiego systemu finansowego.

## Osoby występujące w filmie
- Robert Bixby
- Warren Buffett
- Douglas Durst
- Alan Greenspan
- Yoni Gruskin
- Ron Paul

Dodatkowo, na materiałach archiwalnych przedstawione są wypowiedzi lub wydarzenia związane z następującymi osobami:
- Humphrey Bogart
- George Bush
- George W. Bush
- Bill Clinton
- Dwight D. Eisenhower
- Gerald Ford
- John F. Kennedy
- Richard Nixon
- Ronald Reagan
- Franklin D. Roosevelt